# Justin Gulley
Justin Gulley (15 de enero de 1993 en Lower Hutt) es un futbolista neozelandés que juega como defensor o mediocampista  en el Team Wellington.

## Carrera
En 2010 fue contratado por el Team Wellington de cara a la temporada 2010-11, realizando su debut en 2011. Ganó con el club la White Ribbon Cup 2011-12, misma temporada en la que alcanzó la final de la ASB Premiership. En 2014 fue contratado por el Wellington Phoenix Reserves, aunque por un corto tiempo en 2015 regresó al Team Wellington para disputar la Liga de Campeones de la OFC. Tras su retorno a la reserva de los Nix, a falta de poco tiempo para el comienzo de la A-League 2015-16 fue contratado por el primer equipo. Al final de la temporada su contrato no fue renovado y regresó al Team Wellington.

### Clubes
| Club                        | País          | Año             |
| --------------------------- | ------------- | --------------- |
| Team Wellington             | Nueva Zelanda | 2010 - 2014     |
| Wellington Phoenix Reserves | Nueva Zelanda | 2014 - 2015     |
| Team Wellington             | Nueva Zelanda | 2015            |
| Wellington Phoenix Reserves | Nueva Zelanda | 2015            |
| Wellington Phoenix          | Nueva Zelanda | 2015 - 2016     |
| Team Wellington             | Nueva Zelanda | 2016 - Presente |

### Selección nacional
Fue convocado para disputar el Campeonato Sub-20 de la OFC 2013 en representación de Nueva Zelanda. Conquistó el título de la competición, que le dio la clasificación a los Junior All Whites para la Copa Mundial de 2013, en la que Gulley disputó los tres encuentros de la fase de grupos.
Con la selección mayor hizo su debut el 2 de junio de 2018 en una derrota 2-1 ante Kenia.

#### Partidos y goles internacionales
| Partidos y goles internacionales | Partidos y goles internacionales | Partidos y goles internacionales | Partidos y goles internacionales | Partidos y goles internacionales | Partidos y goles internacionales | Partidos y goles internacionales |
| #                                | Fecha                            | Estadio                          | Rival                            | Resultado                        | Competición                      | Gol(es)                          |
| -------------------------------- | -------------------------------- | -------------------------------- | -------------------------------- | -------------------------------- | -------------------------------- | -------------------------------- |
| 2018                             |                                  |                                  |                                  |                                  |                                  |                                  |
| 1                                | 2 de junio                       | Mumbai Football Arena, Bombay    | Kenia                            | 1 – 2                            | Copa Intercontinental 2018       |                                  |
| 2                                | 5 de junio                       | Mumbai Football Arena, Bombay    | China Taipéi                     | 1 – 0                            | Copa Intercontinental 2018       |                                  |
| 3                                | 7 de junio                       | Mumbai Football Arena, Bombay    | India                            | 2 – 1                            | Copa Intercontinental 2018       |                                  |

## Palmarés
| Título                | Club             | País          | Año     |
| --------------------- | ---------------- | ------------- | ------- |
| White Ribbon Cup      | Team Wellington  | Nueva Zelanda | 2011-12 |
| Campeonato Sub-20 OFC | Selección Sub-20 | Nueva Zelanda | 2013    |
| SS Premiership        | Team Wellington  | Nueva Zelanda | 2016-17 |
| Charity Cup           | Team Wellington  | Nueva Zelanda | 2017    |
| Liga de Campeones     | Team Wellington  | Nueva Zelanda | 2018    |